# Ole Einar Bjørndalen
Ole Einar Bjørndalen (sinh ngày 27/1/74) là một vận động viên chơi hai môn phối hợp người Na Uy. Trong ngày thi đấu đầu tiên của Thế vận hội Mùa đông 2014, Bjoerndalen đã xuất sắc giành tấm huy chương vàng ở nội dung trượt tuyết 2 môn phối hợp 10 km, nâng tổng số huy chương Thế vận hội mà anh đã từng đoạt được lên con số 12 (7 huy chương vàng, 4 huy chương bạc, 1 huy chương đồng). Với tấm huy chương vàng này, Bjoerndalen đã sánh ngang vận động viên Na Uy nổi tiếng Bjoern Daehlie với tư cách những vận động viên đoạt nhiều huy chương nhất tại thế vận hội mùa Đông. Bjoerndalen từng phá kỷ lục giành nhiều huy chương vàng nhất ở một kỳ thế vận hội mùa Đông với 4 lần đăng quang ở Salt Lake City năm 2002.